# Marcello Firpo
Marcello Firpo (Mentone, 1876 – Varages, 1973) è stato un poeta e scrittore francese di lingua italiana e di dialetto mentonasco.

## Biografia
Aderì al movimento culturale della Barma Grande che si occupava della produzione letteraria dei territori italofoni di Mentone e Roccabruna. Collaborò alla rivista letteraria Intemelia con Nino Lamboglia.
Sostenitore dell'italianità dei territori riveraschi della Provenza-Alpi-Costa Azzurra, accolse con favore la loro occupazione nel 1940 da parte delle truppe italiane. Operò per la riscoperta delle antiche radici culturali italiane di quelle zone.
Nel 1944 fu condannato da un tribunale speciale francese a 7 anni di prigione che scontò nel carcere di Marsiglia.
Fu cantore delle bellezze naturali della sua terra.